# Gesto delle corna

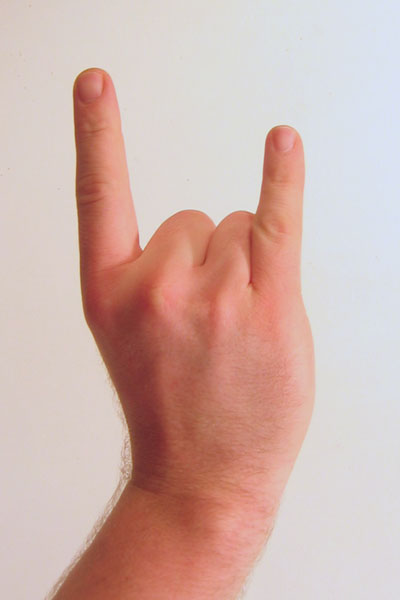
Il gesto delle corna

Il gesto delle corna può essere un gesto dal significato di approvazione, buona fortuna e complicità con diffusione in centro e nord Europa, oppure volgare ed offensivo con diffusione nell'Europa mediterranea, le cui origini risalgono all'antica Grecia.
La mitologia racconta che il Minotauro, concepito dal tradimento di Pasifae regina di Creta con il Toro di Creta, era dotato di corna e il popolo ricordava al suo re, Minosse, il tradimento, mostrandogli il tipico gesto con la mano. Di qui il legame del "gesto" con l'idea dell'adulterio.

## Significati

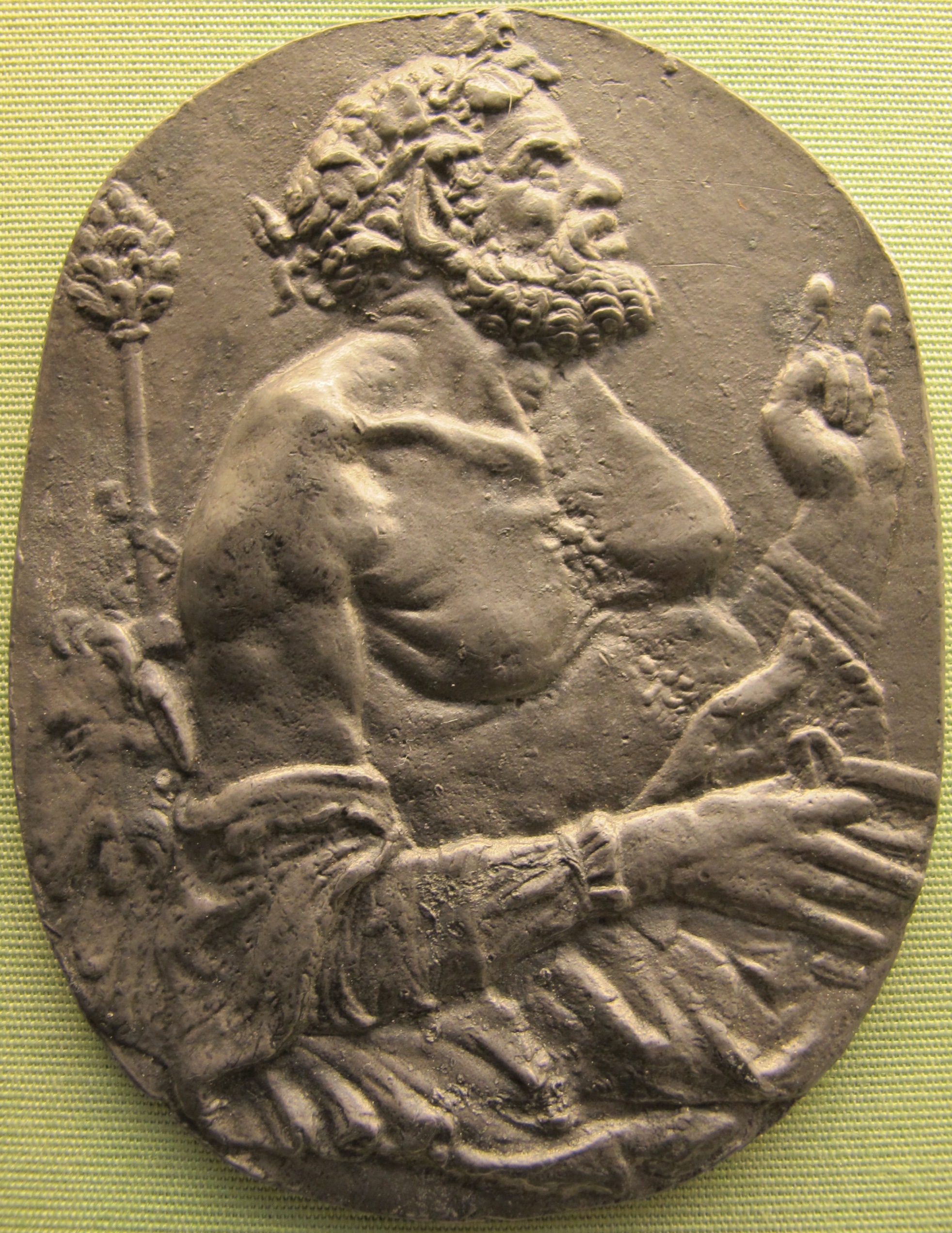
Satiro con una coppa e un tirso, la cui mano sinistra fa il gesto delle corna, fine secolo XV

### Infedeltà
Rivolto ad una persona significa indicare che tale persona porta un paio di metaforiche corna, segno dell'infedeltà del coniuge; il gesto ha un significato analogo in Spagna e nella Repubblica Ceca. Uno scherzo abbastanza diffuso consiste nel "fare le corna" dietro la testa di ignari soggetti in posa per una fotografia.

### Superstizione
Non specificamente rivolto ad una persona particolare, il gesto delle corna viene fatto scaramanticamente nel desiderio di evitare la malasorte o guai, quando questi vengono menzionati, con lo stesso significato del toccare oggetti di ferro, toccare o battere con le nocche sul legno (in molti paesi del mondo, ma non Italia) oppure toccarsi i testicoli o la mammella sinistra. In questo caso (ossia in senso scaramantico) il gesto può essere tipicamente rivolto verso il basso (ciò anche per distinguerlo dal significato precedente, "infedeltà", tipicamente rivolto verso l'alto).

### Musica

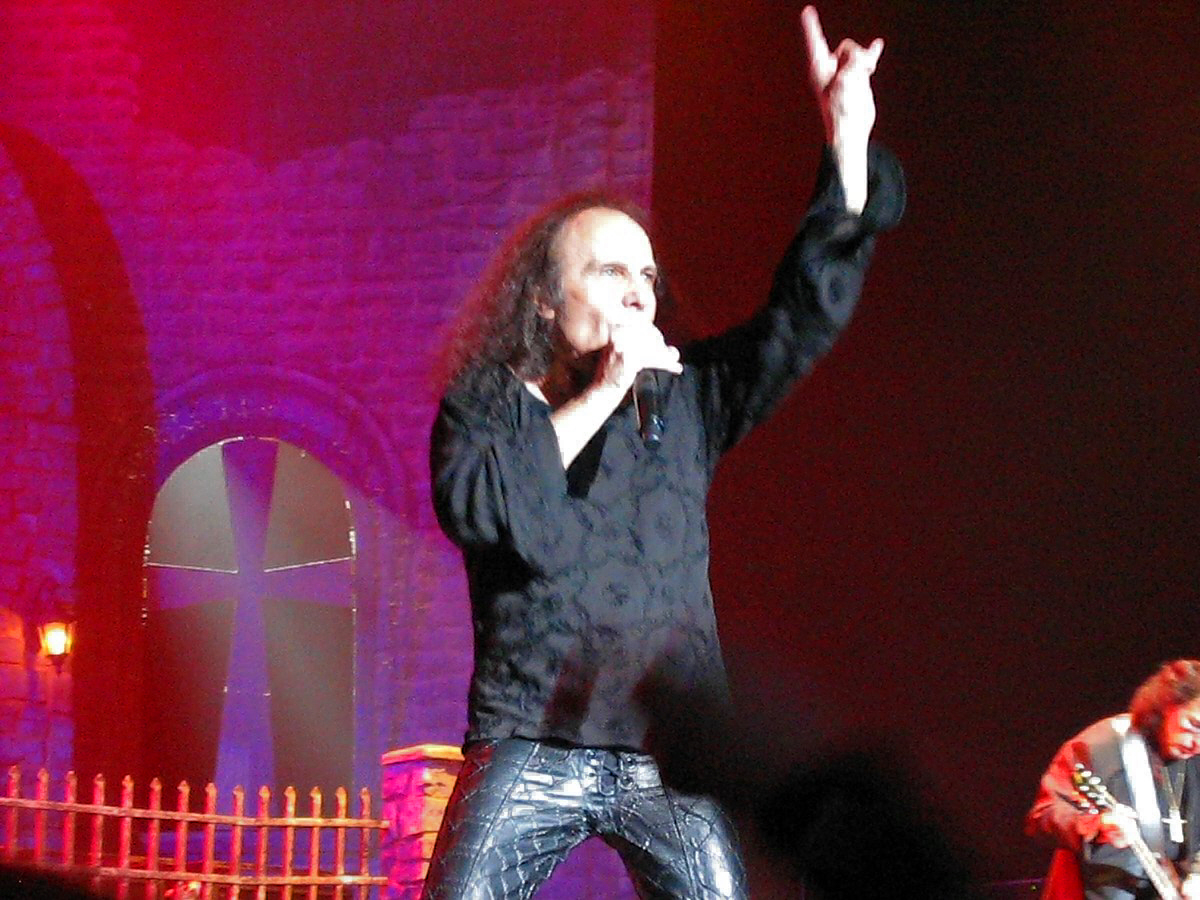
Ronnie James Dio fa il gesto delle corna ad un concerto dei Black Sabbath

Nell'ambito del metal (in particolare heavy metal e in genere della musica hard rock) è un gesto di approvazione e complicità tra i fan. Il gesto delle corna in questo caso ha però una doppia forma e origine: la forma con tre dita (pollice, indice e mignolo alzati) si è radicata nella cultura hippie per la sua derivazione dalla lingua dei segni americana, in cui viene usato per esprimere amore (le dita infatti simboleggiano le lettere ILY di "I love you"); esempi si possono trovare nel film animato dei Beatles Yellow Submarine in cui viene usato da John Lennon, per estensione poi è accomunato alla cultura rock; la paternità della variante con due dita (indice e mignolo) è molto discussa, ma il cantante statunitense Ronnie James Dio dichiarò di aver preso il gesto dalla nonna italiana che lo utilizzava per allontanare il male, in linea con i temi mistici dei Black Sabbath.
James Dio lo diffuse durante il tour Heaven and Hell nel 1980; durante i concerti è possibile vedere intere distese di mani alzate nell'atto di compiere questo gesto in onore della band che sta suonando, sia con tre che con due dita.
Tuttavia la prima apparizione del gesto delle corna nel mondo della musica rock fu nel booklet dell'album del 1969 Witchcraft Destroys Minds & Reaps Souls dei Coven.